# Burdąg
Burdąg (dawniej Burdungen) – wieś w Polsce położona w województwie warmińsko-mazurskim, w powiecie szczycieńskim, w gminie Jedwabno.
Wieś znajduje się przy szosie z Pasymia do Jedwabna, przy jeziorze Burdąg.
Wieś lokowana w 1383 r. przez Konrada Zöllnera von Rotensteina. Pierwotnie wieś wybudowana na planie wielodrożnicy. W 1856 r. nastąpiła separacja gruntów, w rezultacie zaczęły powstawać siedliska poza zwarta zabudową wsi. W 1939 r. było w Burdągu 40 siedlisk w zabudowie kolonijnej. Murowana szkoła powstała na początku XX w.
W latach 1954–1957 wieś należała i była siedzibą władz gromady Burdąg, po jej zniesieniu w gromadzie Jedwabno. W latach 1975–1998 miejscowość administracyjnie należała do województwa olsztyńskiego.

## Zabytki
- Dawny cmentarz ewangelicki, znajdujący się za wsią, przy drodze w kierunku na Jedwabno.

## Dobra kultury[4]
- cmentarzysko średniowieczne w północnej części wsi przy jez. Małszewskim;
- ponadto z terenu miejscowości znanych jest kilka informacji o cmentarzyskach z wczesnej epoki żelaza i wczesnośredniowiecznych, niestety bez bliższej lokalizacji.

## Literatura
- Iwona Liżewska, Wiktor Knercer: Przewodnik po historii i zabytkach Ziemi Szczycieńskiej. Olsztyn: Agencja Wydawnicza „Remix” s.c., 1998, s. 171. ISBN 83-87031-13-5.
- Ambroziak S., Osadnictwo na terenie gminy Jedwabno od czasów Zakonu Krzyżackiego, Rocznik Mazurski 2002.